# Villa Elvira (Buenos Aires)
Villa Elvira es una localidad argentina ubicada en el partido de La Plata, en la provincia de Buenos Aires. Fue fundada el 12 de abril de 1908, día en el cual se llevó adelante un loteo, el cual tuvo como principales compradores al matrimonio compuesto por Samuel Ponsati y Elvira Sotés. Con el tiempo, el nuevo loteo llevado a cabo por los Ponsati adquirirá la denominación de Villa Elvira, tomando su nombre de Elvira Sotés.

## Geografía

### Ubicación
La localidad se encuentra ubicado al sudeste de la ciudad, incluye los barrios de Arana, Villa Montoro, El Carmen y La Nueva Hermosura. Limita con Altos de San Lorenzo y con el casco urbano y el partido de Berisso.Villa Elvira es una de las localidades más grandes del Gran La Plata: un rectángulo que se dibuja de la avenida 72 hasta la calle 630 y de la avenida 13 hasta la 122 (Ruta 11).

### Sismicidad
La región responde a las subfallas «del río Paraná», y «del Río de la Plata», y a la falla de «Punta del Este», con sismicidad baja; y su última expresión se produjo el 30 de noviembre de 2018, a las 10:27 UTC-3, con una magnitud de 3,8 en la escala de Richter.